# Чемпионат СССР по боксу 1938
7-й чемпионат СССР по боксу проходил с 12 мая по 17 июня 1938 года. Личные соревнования проводились в виде отдельных матчей в разных городах с финалом в Москве. Участие в чемпионате, который проходил в три круга с перерывами между ними в 2-3 недели, принимали по 8 боксёров в каждой весовой категории. В 1-2 кругах формула боёв была 5 раундов по 3 минуты, в финальном круге — 6 раундов по 3 минуты. Первый круг прошёл в Ростове-на-Дону (наилегчайшая, полулёгкая, средняя и полутяжёлая весовые категории) и в Минске (легчайшая, лёгкая, полусредняя и тяжёлая весовые категории). Второй (полуфинальный) круг состоялся 6 июня в Ленинграде. Третий (финальный) круг был проведён 17 июня в Москве.

## Медалисты
| Весовая категория           | Золото                                  | Серебро                                                                      | Бронза                                   |
| --------------------------- | --------------------------------------- | ---------------------------------------------------------------------------- | ---------------------------------------- |
| Наилегчайший вес (до 51 кг) | Лев Темурян СКИФ (Москва)               | Михаил Джендо «Спартак» (Москва)                                             | Лев Сегалович СКИФ (Харьков)             |
| Легчайший вес (до 54 кг)    | Александр Ксенофонтов «Динамо» (Москва) | Евгений Шеронин «Динамо» (Ленинград)                                         | Шалва Горгаслидзе «Строитель», (Тбилиси) |
| Полулёгкий вес (до 57 кг)   | Георгий Вартанов «Спартак» (Тбилиси)    | Анатолий Грейнер РККА (Харьков)                                              | И. Глушаков «Крылья Советов» (Москва)    |
| Лёгкий вес (до 60 кг)       | Николай Штейн «Спартак» (Москва)        | Евгений Огуренков Профсоюзы (Москва)                                         | А. Николаев «Динамо» (Баку)              |
| Полусредний вес (до 67 кг)  | Иван Ганыкин «Спартак» (Москва)         | Евгений Киреев «Локомотив», Москва                                           | Фёдор Климов «Спартак» (Иваново)         |
| Средний вес (до 73 кг)      | Николай Китасов «Динамо» (Баку)         | Олег Загоруйченко «Динамо» (Ленинград) Александр Бакрадзе «Динамо» (Тбилиси) | Константин Рыкунов «Моряк» (Ленинград)   |
| Полутяжёлый вес (до 81 кг)  | Виктор Михайлов «Динамо» (Москва)       | Гайк Исраэлян «Динамо» (Ереван)                                              | Виктор Степанов «Локомотив» (Москва)     |
| Тяжёлый вес (свыше 81 кг)   | Николай Королёв «Спартак» (Москва)      | Андро Навасардов «Динамо», (Тбилиси)                                         | Александр Федяев «Локомотив» (Москва)    |